# Class 17
De Class 17, ook bekend als Clayton Type 1, was een Britse reeks van 117 diesel-elektrische Bo-Bo-locomotieven, die tussen 1962 en 1965 door de Clayton Equipment Company en onderaannemer Beyer, Peacock and Company, zijn gebouwd voor British Railways (BR).

## Overzicht
Na eerdere problemen met één-cabine locomotieven van het Type 1 programma, werd de Class 17 ontworpen met een middencabine en aan weerszijden lage motorkappen om het zicht voor de machinist zo goed mogelijk te maken. De lage motorkappen vereisten twee  Paxman 6ZHXL liggende zes-cilinder motoren. Deze bleven zelfs na diverse verbouwingen onbetrouwbaar en de reeks bleek een van de slechtste van het type 1 programma. De uitstroom begon al eind jaren 60 en liep tot 1971, Sommige locomotieven hadden niet meer dan vijf jaar dienstgedaan en verschillende werden dan ook aan de industrie doorverkocht, uiteindelijk is er slechts één behouden.

## Ontwerp en bouw

### Voorlopers
Type 1 was de laagste vermogens categorie voor hoofdlijn dieseltractie bij British Railways. In het kader van een vergelijking tussen verschillende producenten werden drie verschillende voorseries gebouwd. Twee hiervan (Class 15 en 16 volgens de computernummering) waren gebaseerd op het Road switcher concept van het prototype 10800, met excentrische cabine waarbij de bemanning slecht zicht op de baan had, terwijl de derde voorserie, de Class 20, een cabine aan een kant heeft en alleen aan die zijde een goed zicht biedt. Hoewel de Class 20 technisch een succes was, wilde BR toch een enkele cabine met goed zicht naar beide kanten.

### Class 17
Het resultaat was de Class 17 met een middencabine en lage motorkappen. Het bestek betekende dat in plaats van één grote motor, twee kleinere liggende zes-cilinder motoren gebruikt moesten worden, één aan iedere kant van de cabine.
Motoren
De meesten hadden twee Paxman 6ZHXL motoren met elk een vermogen van 450 pk, die oorspronkelijk waren bedoeld voor een dieselmotorwagen, maar daar nooit zijn toegepast.  De laatste twee van de door Clayton gebouwde locomotieven, D8586-D8587, hadden twee  Rolls Royce Type D motoren van 450 pk elk.
Bouw
British Railways bestelde 117 stuks van de tekentafel, en kondigde in de pers aan dat het de standaard  Type 1 locomotief zou worden. De ontwerper, de Clayton Equipment Company uit Hatton, Derbyshire voltooide de nummers D8500-D8587 tussen september 1962 en februari 1965, terwijl onderaannemer Beyer, Peacock and Company uit Manchester de D8588-D8616 afleverde tussen maart 1964 en april 1965.
Treinschakeling
De door Clayton gebouwde locomotieven hadden de 'red diamond' aansturing terwijl de door Beyer Peacock gebouwde locomotieven de standaard 'blue star' aansturing hadden.

## In bedrijf
De door Clayton gebouwde locomotieven werden afgeleverd aan de depots Polmadie en Haymarket van British Railways regio Schotland, hoewel en aantal later werden ondergebracht in het depot Kingmoor van de regio London Midland. De door Beyer Peacock gebouwde locomotieven werden afgeleverd aan de depots Thornaby (4) en Gateshead (12) van de regio noord-oost, en de depots Tinsley(12) en Barrow Hill(1) van de regio oost. In september 1963 werden de D8501 en D8536 overgebracht naar het havengebied van Tyne waar ze getest werden in dubbeltractie voor de ertstreinen van en naar Consett. Hierbij bleek dat ze veel te weinig vermogen hadden voor deze treinen en daarom werden ze na een paar maanden ondergebracht in de loods van Ardsley vanwaar ze diverse goederendiensten, zowel alleen als in dubbeltractie, uitvoerden. Vervolgens werden alle locomotieven van de regio oost ondergebracht bij depot Haymarket dat ze inzette voor goederentreinen in Zuid-Schotland en Noord-Engeland.

## Problemen
Het ontwerp was, na de Co-Bo, aantoonbaar de slechtste diesellocomotief ooit in dienst van British Railways. De twee Paxman motoren waren vatbaar voor storingen aan de nokkenas, cilinderkoppen en nog een aantal andere onderdelen en daarmee onbetrouwbaar. De inzetbaarheid was, ondanks diverse aanpassingen, rond de 60%. Het zicht, dat bepalend was voor het hele ontwerp, was toch minder goed dan verwacht, door de lange motorkappen was er vlak voor de locomotief een grote dodehoek. Hoewel de locomotieven met een Rolls Royce of Crompton Parkinson motor betrouwbaarder bleken kwam er geen vervolgorder, maar besloot British Railways om de hele reeks te vervangen door 100 Class 20 die zich al bewezen hadden.

## Afvoer en behoud
In juli 1968 werd de eerste locomotief uitgerangeerd, de laatste in december 1971. Hiermee was de Class 17 ruimschoots de kortst dienende locomotief bij British Railways, een groot deel zelfs minder dan vijf jaar. De meeste waren eind 1975 gesloopt toen werd voorgesteld om negen van de resterende  locomotieven om te bouwen tot accubedrijf. Hiervan kwam echter niets, en hoewel de D8521 en D8598 nog een korte opleving kenden bij het Derby Research Centre; één als mobiele energiecentrale de ander voor proefritten, werden ze in 1978 uitgerangeerd en vervolgens gesloopt.
Na de uitrangering in 1971 werd de D8568 ingezet door de industrie bij Hemelite in Hemel Hempstead en bij Ribblesdale Cement in Clitheroe, en daarna aangemerkt als historisch materieel. Momenteel (2013) is het een museumloc op de Chinnor and Princes Risborough Railway in Oxfordshire.

## Fictie
In de TV Serie Thomas the Tank Engine and Friends is de Class 17 te zien als locomotief Derek.

## Modelbouw
De Deense fabrikant Heljan introduceerde in 2006 een kant en klaar H0 model op de Warley National Model Railway Exhibition dat na wat aanloop problemen vanaf 2009 in de verkoop ging. Behalve wat kleine series van TechCad en bouwdozen van onder andere DC Kits, was dit het eerste kant en klaar model. Ironisch genoeg had ook het model te maken met productie problemen, waarmee ook het model zeer onbetrouwbaar was. Heljan heeft vervolgens een vervangend chassis geproduceerd.
Als onderdeel van hun Thomas the Tank Engine and Friends lijn, produceerde Ertl een gietijzeren model van de Class 17 (Derek); Learning Curve Brands bracht een houten versie uit.